# Ratnik
Ratnik es una película de acción distópica y ciencia ficción apocalíptica nigeriana de 2020 escrita, dirigida y producida por Dimeji Ajibola. Es la primera de su género en Nollywood Entertainment. Está protagonizada por Osas Ighodaro, Bolanle Ninalowo, Adunni Ade y Tope Tedela. La película estaba programada para ser lanzada el 4 de abril de 2020, pero se pospuso hasta el 1 de diciembre de 2020 debido a la pandemia de COVID-19.

## Sinopsis
Un luchador de la Tercera Guerra Mundial regresa a casa solo para encontrar el caos. Ahora debe darse prisa para salvar la vida de su hermana en contra de varias máquinas de guerra progresivas.

## Elenco
- Osas Ighodaro como Sarah Bello
- Ani Iyoho como Mekeva
- Bolanle Ninalowo como Koko
- Adunni Ade como Peppa
- Karibi Fubara como Capitán West
- Benny Willis como Tauro
- Akah Nnani como agente de búsqueda
- Aleación Zikky como Atama
- Meg Otanwa como Angela

## Premios
Recibió el premio al Mejor Director de Arte y al Mejor Diseño de Vestuario en los Africa Magic Viewers Choice Awards (AMVCA) 2020.